# Artjoechovka (Koersk)
Artjoechovka (Russisch: Артюховка) is een dorp (derevnja) in de Russische oblast Koersk, district Oktjabrski. De plaats is het administratieve centrum van de selsovjet Artjoechovski.

## Geografie
Artjoechovka ligt op het Centraal-Russisch Plateau, op de rivier de Ditsjnja (de linker zijrivier van de Sejm), 31 km ten zuidwesten van Koersk, 14 km ten zuidwesten van Prjamitsyno.

### Klimaat
Net als in de rest van het district, is het lokale klimaat vochtig continentaal, met significante regenval gedurende het hele jaar (Dfb volgens de klimaatclassificatie van Köppen).
|                                         | jan  | feb  | mrt  | apr  | mei  | jun  | jul  | aug  | sep  | okt  | nov  | dec  |
| --------------------------------------- | ---- | ---- | ---- | ---- | ---- | ---- | ---- | ---- | ---- | ---- | ---- | ---- |
| Gemiddelde maximale dagtemperatuur (°C) | -4   | -3   | 2,9  | 13,1 | 19,5 | 22,7 | 25,3 | 24,7 | 18,2 | 10,6 | 3,4  | -1,1 |
| Gemiddelde minimale dagtemperatuur (°C) | -8,6 | -8,7 | -4,8 | 2,8  | 9,2  | 13,1 | 15,9 | 15   | 9,8  | 4    | -1,1 | -5,3 |
| Gemiddelde neerslag in (mm)             | 52   | 44   | 48   | 50   | 64   | 71   | 75   | 56   | 58   | 58   | 47   | 49   |
| Gemiddelde regendagen                   | 8    | 8    | 8    | 7    | 8    | 9    | 9    | 6    | 7    | 7    | 7    | 8    |

## Inwonersontwikkeling
| Jaar | Aantal inwoners |
| ---- | --------------- |
| 2002 | 308             |
| 2010 | 267             |

Opmerking: Volkstelling

## Economie en infrastructuur
Er zijn 151 huizen in de plaats.

### Verkeer
Artjoechovka ligt 21 km van de federale autoweg M-2 of Krim.
1. Malaja Dolzjenkova · 2. Malaja Dolzjenkova · Adojeva · Aleksejevka · Aljabjeva · Anachina · Andrianovka · Artjoechovka · Avdejeva · Balytsjevo · 
Bolsjoje Dolzjenkovo · Bolsjoje Gostevo · Bolsjoje Oemrichino · Bykanovo · Djakonovo · Djoemina · Dmitrijevka · Dontsy · Filippova · Gorboelino · Gremjatsjka · Iljitsja · Jakovlevka · Jaksjina · Joerjevka · Kalinovka · Katyrina · Kolosovka · Korabljova · Kosinova · Koerjanov · Lebedin · Lipina · Ljoettsjina · Lobazovka · Lozovskoje · Malaja Gosteva · Malaja Oemrichina · Maljoetina · Maslova · Michajlovka · Mitrofanova · Nikolskoje · Nizjnjaja Gorboelina · Nizjnjaja Malychina · Nizjnjaja Mazneva · Nizjnjaja Plaksina · Nizjnjaja Vorobzja · Ochotsjevka · Ozerki · Perkova · Pervomajski · Plotava · Pokrovski · Pokrovskoje · Polovneva · Pozdnjakova · Provotorova · Prjamitsyno · Pyzjova · Repina · Reoetova · Rojkovo · Rozjkova · Sjatov · Sjoeklinka · Sejmski · Semenichina · Skripkin · Soboleva · Sokolovka · Sorokina · Sovetskaja Derevnja · Starkovo · Stojanova · Stresjnevka · Stresjnevski · Soechodolovka · Sviridova · Tsjerkassy · Tsjermosjnoj · Tsjernitsyno · Vanina · Verchnije Postojalyje Dvory · Verchnjaja Gorboelina · Verchnjaja Malychina · Verchnjaja Mazneva · Voloboejevo ·  Zakoebanovka · Zaretsje · Zjoeravlinka · Zjoeravlino · Zjoeravlinski